# Juvenal Bucuane
Juvenal Bucuane, né le 23 octobre 1951 à Xai-Xai dans la province de Gaza, au sud du Mozambique, est un poète et romancier mozambicain.

## Biographie
Il naît à Xai-Xai en 1951, mais ses parents s'installent à Lourenço Marques alors qu'il est âgé d'un an. 

Diplômé de linguistique de l'université Eduardo Mondlane, il fut, avec Eduardo White, l'un des fondateurs de la revue Charrua, membre actif et secrétaire-général de l'Association des écrivains mozambicains (AEMO).

## Œuvre
Nommé « poète de l'année 2019 »  au Portugal, il est l'auteur d'une vingtaine d'ouvrages, dont :
Poésie
- A raiz e o canto (1984)
- Requiem: com os olhos secos (1987)
- Segredos da alma (1989)
- Limbo verde (1992)
- Marco zero (2004)
- Epicentro (2005)
- O fundo pardo das coisas (2015)
- Meu mar (2018)

Prose
- Xefina (1989)
- Kumbeza (1997)
- A denúncia (2003)
- Sal da terra: histórias do nosso chão (2005)
- Zevo, O Miliciano (e outros contos) (2009)
- Crendice ou crença – quando os manes ancestrais se tornam deuses (2012)

Essais
- Arresto de vozes (ou cúmulo discursivo literário), trilogie (2017, 2018[4])